# 木钵镇
木钵镇，是中华人民共和国甘肃省庆阳市环县下辖的一个乡镇级行政单位。

## 行政区划
木钵镇下辖以下地区：
木钵镇社区、木钵街村、周湾村、殷家桥村、高楼掌村、白家掌村、刘家原村、韩洼子村、曹旗村、关营村、邓寨子村、高寨沟村、井儿岔村、水坝滩村、坪子原村、郭西掌村、二合原村和罗家沟村。